# Yūki Tabata
Yūki Tabata (田畠裕基?, Tabata Yūki; Prefettura di Fukuoka, 30 luglio 1984) è un fumettista giapponese.

## Biografia
Fu assistente di Toshiaki Iwashiro.
Presentò il suo primo one-shot nel 2001, Grave Keeper HAKAMORI che gli valse un premio speciale al Tenkaichi Manga Award. Presentò un secondo one-shot, Blue Steady, nel 2003 al Rookie Manga Award arrivando tra i finalisti. Il "salto di qualità" avviene nel 2005 quando su Akamaru Jump pubblica lo one-shot Garance.
Nel 2011 entra nella Gold Future Cup grazie al quale pubblica su Weekly Shōnen Jump lo one-shot Hungry Joker, con cui ha vinto il concorso e che è stato dal 2012 serializzato sulla rivista; tuttavia a causa della grande differenza dall'originale one-shot non ha raggiunto la popolarità e dopo 24 capitoli fu interrotta il 13 maggio 2013.
L'anno successivo pubblicò su Jump NEXT! un nuovo one-shot, Black Clover, il quale fu nuovamente considerato per una serializzazione su Shōnen Jump. Questa iniziò nel febbraio 2015 ma a differenza di Hungry Joker Tabata ha preferito attenersi di più all'originale one-shot, sia per il carattere dei personaggi, sia per il design e altre impostazioni fondamentali.
Come da lui stesso annunciato è sposato da prima della serializzazione di Black Clover.

## Opere
- Grave Keeper HAKAMORI (2001, one-shot)
- Blue Steady (2003, one-shot)
- Garance (2005, one-shot)
- Hungry Joker (2011, one-shot)
- Hungry Joker (2012-2013)
- Black Clover (2015-in corso)